# Politický systém Ukrajiny
Ukrajina je zastupitelská demokracie, poloprezidentská republika s vícestranickým systémem.
Ukrajinský parlament se nazývá Nejvyšší rada, která je jednokomorová. Má 450 členů volených na 5 let.
Zákonodárná iniciativa náleží prezidentu, každému poslanci, vládě a Národní bance Ukrajiny.
Prezident je jako hlava státu volen přímo na 5leté funkční období, zvolen může být maximálně dvakrát. Prezident disponuje suspenzivním vetem na zákony přijaté parlamentem, parlament může přehlasovat veto dvoutřetinovou většinou všech poslanců.
Současná ukrajinská ústava byla přijata v roce 1996.